# Canthon smaragdulus
Canthon smaragdulus là một loài bọ cánh cứng trong họ Bọ hung (Scarabaeidae).